# Govern de Hokkaidō
El Govern de Hokkaidō (en japonés: 北海道庁, Hokkaidô Chô) és el cos executiu de Hokkaido. El seu actual cap és el governador Naomichi Suzuki.

## Història
- 1869: S'estableix l'Oficina de Colonització de Hokkaidō, nomenant Hokkaido amb el seu nom actual. Es divideix el territori en 11 províncies i 86 districtes.
- 1882: S'aboleix l'oficina de colonització i abolició de les tres prefectures que fins llavors es trobaven al territori: Sapporo, Hakodate i Nemuro.
- 1886: S'unifiquen les tres prefectures en una i es funda el Govern d'Hokkaido.
- 1888: L'antic edifici roig d'estil occidental seu del govern és acabat.
- 1897: Es promulga el sistema de pobles de primera y segona classe, amb el sistem del districte de Hokkaido.
- 1901: Primera elecció a l'Assemblea d'Hokkaidō amb 35 membres electes.
- 1923: Abolició completa del sistema unificat de govern a Hokkaido i cumpliment del sistema de pobles i aldees amb 6 ciutats, 99 pobles de primera classe i 155 pobles i aldees de segona classe en aquell moment.
- 1947: Amb l'aprovació de la llei d'entitats locals del Govern de la Prefectura es torna a obrir i torna a exercir com un govern prefectural normal.
- 1958: Se celebra la "Gran Exposició d'Hokkaidô".
- 1968: Commemoració i celebració del centenari d'Hokkaidô.
- 1972: Se celebren a Sapporo, la capital, els Jocs Olímpics d'Hivern de 1972. Sapporo es designada pel govern central.
- 2010: Es reorganitzen 14 subprefectures en 9 oficines de promoció general i 5 oficines de promoció.

## Composició[1]
| Governador                    | Naomichi Suzuki                                  | Ind    |  |
| Departaments                  | Responsable/a                                    | Partit |  |
| Vice-Presidència              | Motohito Uramoto Toshiaki Tsuchiya Yusuke Nakano | Ind    |  |
| Afers Generals                | Satoshi Satō                                     | Ind    |  |
| Política General              | Toshiyuki Kuroda                                 | Ind    |  |
| Medi Ambient (Vida ambiental) | Yuji Tsukiji                                     | Ind    |  |
| Salut i benestar              | Akihito Hashimoto                                | Ind    |  |
| Economia                      | Hiroshi Kuramoto                                 | Ind    |  |
| Agricultura                   | Terukazu Odawara                                 | Ind    |  |
| Peixca i silvicultura         | Katsuya Nakada                                   | Ind    |  |
| Construcció                   | Toshikatsu Kobayashi                             | Ind    |  |